# Olšany nad Moravou
Olšany (deutsch Olleschau) ist eine Gemeinde in Tschechien. Sie liegt neun Kilometer westlich von Šumperk und gehört dem Okres Šumperk an.

## Geographie
Olšany erstreckt sich zwischen dem Goldensteiner Bergland (Branenská vrchovina) und Drosenauer Bergland (Drozdovská vrchovina) im Tal des Baches Hrůzná Voda, auch Bušínský potok genannt, bis zu dessen Einmündung in die March. Durch den Ort führt die Staatsstraße I/11 von Bludov nach Červená Voda. Östlich verläuft entlang der March die Eisenbahnstrecke von Hanušovice nach Zábřeh bzw. Šumperk, nächste Bahnstationen sind Bartoňov und Bohutín. Nördlich erhebt sich die Strážnice (516 m), nordöstlich der Blýskač (502 m), im Osten der Burdův vrch (489 m), südlich die Rozsocha (518 m) und im Nordwesten die Pustina (626 m).
Nachbarorte sind Hartíkov und Doubravice im Norden, Truska und Ruda nad Moravou im Nordosten, Bartoňov im Osten, Bohutín im Südosten, Klášterec und Zborov im Süden, Horní Studénky im Südwesten, Na Horách im Westen sowie Bušín im Nordwesten.

## Geschichte
Die erste schriftliche Erwähnung von Olšany erfolgte 1386, als Bolík von Olšany in der Landtafel als Besitzer des Gutes eingetragen wurde. Später wurde das Dorf an die Herrschaft Eisenberg angeschlossen.
Nach der Aufhebung der Patrimonialherrschaften bildete Olšany / Olleschau ab 1850 eine politische Gemeinde im Bezirk Mährisch Schönberg. Ein Wendepunkt in der Geschichte des Gebirgsdorfs, dessen Bewohner von der Land- und Forstwirtschaft sowie Heimarbeit lebten, trat 1862 ein, als anstelle der Mühle an der March unterhalb des Ortes eine Papierfabrik errichtet wurde. Die Papierfabrik Olleschau, die zunächst Schreibpapier und andere Feinpapiere produzierte, begann 1870 mit der Herstellung von Zigarettenpapier; das Werk entwickelte sich zum größten Arbeitgeber der Region. 1873 wurde die Eisenbahnstrecke von Sternberg nach Grulich eingeweiht.
1905 wurde die Papierfabrik unter dem Namen k.k. privilegierte Papier-Industrie AG Olleschau in eine Aktiengesellschaft umgewandelt. Ein Drittel der Aktien hielt die Papierfabrik von Prosper Piette in Freyheit an der Aupa, die anderen Teile die k. k. privilegierte Österreichische Credit-Anstalt für Handel und Gewerbe. 1907 kaufte die Papier-Industrie AG Olleschau, die ihren Sitz in Prag hatte, die Seiden- und Zigarettenpapierfabrik L.& O. Holub in Wattens auf. Das Unternehmen wurde zum Alleinlieferanten der k.u.k. Tabakregie. 1914 begann in Olleschau die Herstellung von Zigarettenheften und -hülsen. 1930 lebten in Olleschau 676 Menschen.
Nach dem Münchner Abkommen wurde das Dorf 1938 dem Deutschen Reich zugeschlagen und gehörte bis 1945 zum Landkreis Mährisch Schönberg. 1939 hatte Olleschau 703 Einwohner. Nach dem Ende des Zweiten Weltkriegs kam Olšany zur Tschechoslowakei zurück.
1980 wurde Klášterec eingemeindet. Im Jahre 2001 bestand der Ortsteil Olšany aus 156 Wohnhäusern und hatte 952 Einwohner.
Größtes Unternehmen ist die Papierfabrik OP papírna s.r.o., sie gehört seit 1997 zur Trierenberg Holding Delfort-Gruppe AG.

## Gemeindegliederung
Die Gemeinde Olšany besteht aus den Ortsteilen Klášterec (Klösterle) und Olšany (Olleschau).

## Sehenswürdigkeiten
- Kapelle der hl. Margarethe
- Kirche Verkündigung Mariens in Klášterec, frühgotischer Bau aus dem 14. Jahrhundert
- ehemaliges Erbgericht, der Arkadenbau entstand in der zweiten Hälfte des 19. Jahrhunderts in Volksbauweise

## Söhne und Töchter der Gemeinde
- Hans Nibel (1880–1934), deutscher Autokonstrukteur